# Knud Bartels

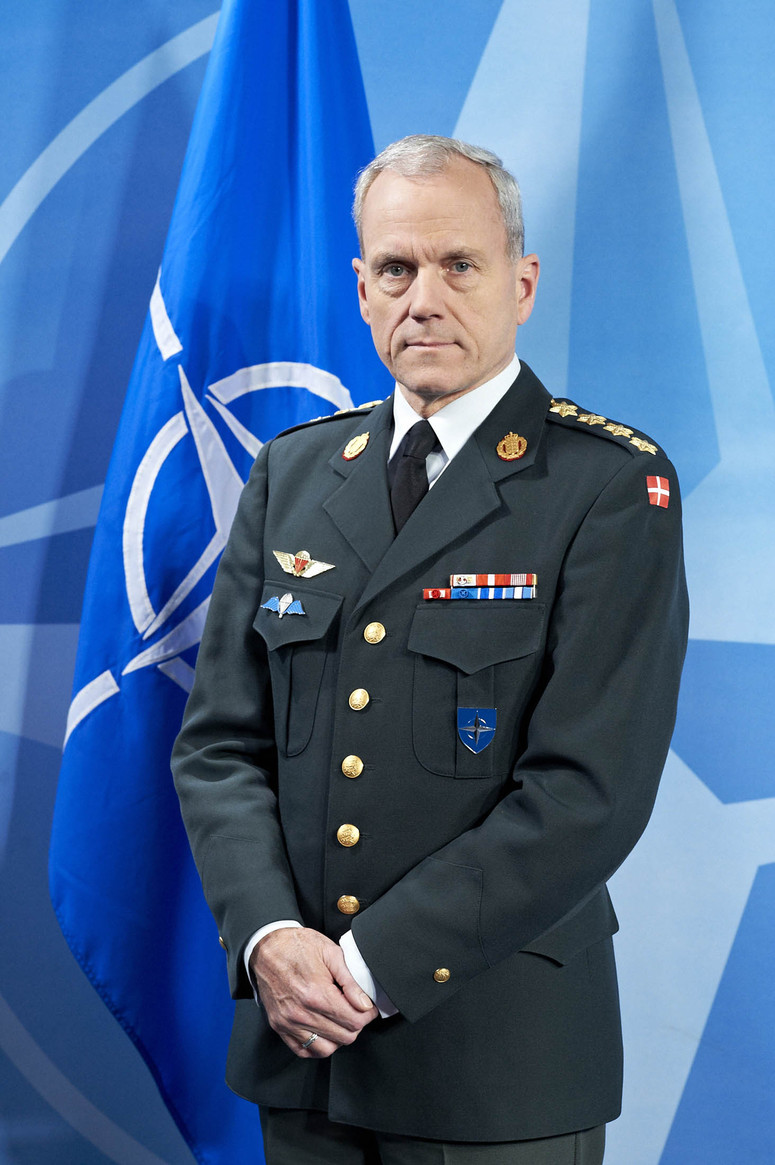
Bartels im Jahre 2012

Knud Bartels (* 8. April 1952 in Kopenhagen) ist ein dänischer General a. D. Von 2009 bis 2011 war er Befehlshaber der dänischen Streitkräfte. Anschließend war er von 2012 bis 2015 Vorsitzender des NATO-Militärausschusses.

## Leben
Bartels wuchs in einer Diplomatenfamilie auf und spricht daher Englisch und Französisch. Er ist verheiratet und Vater von vier Kindern.
1977 wurde er Leutnant, 1982 Kapitän, 1987 Major, 1992 Oberstleutnant, 1996 Oberst, 2001 Brigadegeneral und noch im selben Jahre Generalmajor, 2006 Generalleutnant und 2009 General.
Von 2006 bis 2009 war Bartels Dänemarks militärischer Repräsentant in der EU und der NATO. Nachdem Admiral Tim Sloth Jørgensen aufgrund des Buches Jæger – i krig med eliten, dessen gefälschte arabische Übersetzung er zu unterdrücken suchte, zurücktreten musste, übernahm Bartels dessen Posten als Forsvarschef nach einem Interim von Generalleutnant Bjørn I. Bisserup.
Am 2. Januar 2012 wurde er Vorsitzender des NATO-Militärausschusses unter NATO-Generalsekretär Anders Fogh Rasmussen. Seit 1954 war er der erste Däne auf diesem Posten, welchen er am 26. Juni 2015 an den tschechischen General Petr Pavel übergab.
Nach seiner Pensionierung wurde Bartels  Adjunktprofessor der königlich-dänischen Verteidigungsakademie Forsvarsakademiet.

## Auszeichnungen
- Großkreuz des Dannebrogordens
- Norwegischer Verdienstorden[6]
- Ritter 1. Klasse des Ordre national du Mérite
- Kommandeur der Legion of Merit
- Griechischer Orden der Ehre